# Кубок наслідного принца Катару 2006
Кубок наслідного принца Катару 2006 — 12-й розіграш турніру. Матчі відбулися з 16 по 22 квітня 2006 року між чотирма найсильнішими командами Катару сезону 2005—06. Титул переможця змагання виборов клуб Ас-Садд, котрий з рахунком 2:1 переміг у фіналі Катар СК.
| Володар Кубка наслідного принца Катару 2006 |
| ------------------------------------------- |
|                                             |
| Ас-Садд Третій титул                        |

## Формат
У турнірі взяли чотири найуспішніші команди Чемпіонату Катару 2005-06.
- Чемпіон — «Ас-Садд»
- Віце-чемпіон — «Катар СК»
- Бронзовий призер — «Аль-Арабі»
- 4 місце — «Ар-Райян»

## Півфінали

### Перші матчі
| 16 квітня 2006 18:30 (EEST) |

| Ас-Садд                     | 2:0      | Ар-Райян |
| --------------------------- | -------- | -------- |
| Халфан 45' Емерсон Шейх 67' | Протокол |          |

|  |

| 16 квітня 2006 20:30 (EEST) |

| Аль-Арабі       | 1:2      | Катар СК                |
| --------------- | -------- | ----------------------- |
| Фабіо Сезар 76' | Протокол | Сорія 68' Аль-Хосні 82' |

|  |

### Повторні матчі
| 19 квітня 2006 17:00 (EEST) |

| Катар СК                              | 3:3      | Аль-Арабі               |
| ------------------------------------- | -------- | ----------------------- |
| Ербаті 17' Аль-Хосні 35' Бенарбія 45' | Протокол | Хамзах 5', 78' Фахмі 8' |

|  |

| 19 квітня 2006 20:00 (EEST) |

| Ар-Райян           | 2:1      | Ас-Садд        |
| ------------------ | -------- | -------------- |
| Ель-Мубаркі 3', 7' | Протокол | Алі Нассер 33' |

|  |

## Фінал
| 22 квітня 2006 19:00 (EEST) |

| Катар СК        | 1:2      | Ас-Садд                            |
| --------------- | -------- | ---------------------------------- |
| Халід Салех 25' | Протокол | Карлос Теноріо 5' Емерсон Шейх 50' |

|  |